# Shake It Up
Shake It Up är en amerikansk TV-serie för barn och ungdomar, skapad av Chris Thompson.
I Sverige sänds serien varje dag på Disney Channel. Shake It Up hade premiär i USA den 7 november 2010 och den 25 mars 2011 i Sverige. I USA avslutades serien efter 3 säsonger den 10 november 2013. I Sverige fortsätter serien som vanligt. Varje avsnitt är ca 23 minuter långt. Introt till serien sjungs av Selena Gomez, en av Disneys mest framgångsrika skådespelare och artister. Premiären av Shake It Up sågs av 6,2 miljoner tittare, vilket gör serien till den näst högst rankade serien i Disneys historia efter Hannah Montana.

## Handling
De 13-åriga tjejerna Cecilia "CeCe" Jones och Raquel "Rocky" Blue har drömt om att bli professionella dansare sedan de var små. Deras chans kommer till sist då de får jobb som bakgrundsdansare i den lokala TV-dansshowen "Shake it Up, Chicago!". CeCe och Rocky bryter alla regler som finns för att nå toppen. På vägen upplever de nya äventyr och deras vänskap sätts på prov.

## Karaktärer
Cecilia "CeCe" Jones: CeCe (Bella Thorne) är en hipp och kaxig tjej. Hon har en excentrisk klädstil. Hon är envis, tävlingslysten och är inte rädd för att säga emot. Hon är en naturlig ledare, men känner sig ibland osäker på sin intelligens, hon har också dyslexi. Hon har dansat hela sitt liv och vill inget hellre än att lyckas i branschen. CeCe älskar både mode och söta killar.
Raquel "Rocky" Blue: Rocky (Zendaya Coleman) är CeCes allra bästa kompis. Hon är smart, rolig, lyhörd och ganska öppenhjärtig. Hon är en tänkare som alltid får MVG i skolan medan CeCe får kämpa för godkänt. Hon är flitig, högpresterande och tokig i killar. Även Rocky vill lyckas i danskarriären, men hennes pappa vill att hon ska bli läkare.
Martin "Deuce" Martinez: Deuce (Adam Irigoyen) är en cool kille med kontakter. Han är Rockys och CeCes gatusmarta kompis och vet vad som gäller. Han är killen som kan fixa allt, han är dock inte särskilt bra på tjejer.
Flynn Jones: Flynn (Davis Cleveland) är CeCes lillebror men han är väldigt smart för sin ålder. Han vet hur man drar nytta av en situation och älskar bacon, videospel och att göra sin storasyster galen.
Ty Blue: Ty (Roshon Fegan) är Rockys äldre bror. Han är cool, smart och sarkastisk. Han är bra på dansgolvet och är något av en tjejcharmör. Ty får ofta hjälpa Deuce att flirta med tjejer.
Gunther & Tinka Hessenheffer: Gunther (Kenton Duty, Säsong 1-2) och Tinka (Caroline Sunshine) är tvåäggstvillingar från ett litet land uppe i bergen som man inte kan uttala namnet på. Med sin säregna brytning och glittrande klädsel smälter de här två inte direkt in i omgivningen. De är Rockys och CeCes rivaler både i "Shake It Up, Chicago!" och i skolan.

## Svenska röster
- Happy Jankell – Rocky
- Amanda Jennefors – Cece
- Max Kenning – Flynn
- Hjalmar Ekström – Deuce (säsong 1-3)
- Eddie Hultén – Deuce (säsong 4)
- Anton Olofsson Raeder – Ty
- Gustaf Mardelius – Gunter
- Annika Barklund — Tinka
- Jakob Stadell — Gary Wilde
- Jennie Jahns — Georgia
- Natalie Minnevik — Dina

Övriga röster:	Adam Giertz
		Josefina Hylén
		Daniel Goldmann
		Nicklas Berglund
		Elias Eiding Målar
		Maria Rydberg
		Charlotte Ardai Jennefors

## Soundtracks
- 2011: Shake It Up: Break It Down
- 2011: Shake It Up: Dance Dance (Europe Version)
- 2012: Shake It Up: Live 2 Dance
- 2012: Shake It Up: Made In Japan EP